# 延吉修道院
延吉聖十字修道院是本篤會聖奧提來會在中國吉林省延吉建立過一的一所修道院。修道院前身是一個成立於1922年的傳教站，1946年天主教延吉教區成立，修道院成為教座所在。但在同一年，蘇聯紅軍撤走後，中國共產黨領導的東北人民解放軍取締了修道院。部份會士被遣返歐洲，其餘南下韓國，在倭館重建了隱修院。